# Слов'янськ (футбольний клуб)
Футбольний клуб «Слов'янськ» або просто «Слов'янськ» (рос. Футбольный клуб «Славянск» Славянск-на-Кубани) — російський футбольний клуб з міста Слов'янськ-на-Кубані.

## Хронологія назв
- 1990—1993: «Кубань» (Бараниковський)
- 1994—1998: «Кубань» (Слов'янськ-на-Кубані)
- 1999—2004: «Слов'янськ» (Слов'янськ-на-Кубані)

## Історія
У Слов'янську-на-Кубані в 1990-х роках розташовувалися «Кубань» і «Нива», які в перші роки успішно виступали в третьому російському «ешелоні». У 1999 році вирішили об'єднати дві команди в одну. Новоспечена команда отримала назву ФК «Слов'янськ». Команда, як правило, опинялася в підсумковій турнірній таблиці за межами першої десятки. У 2002 році «Слов'янськ» ледь не досягнув свого найкращого клубного результату в чемпіонатах країни, але в підсумку команда посіла лише дев'яте місце.

## Рекорди та антирекорди

### Найбільші перемоги
- 1994 — над «Ураланом-д» — 7:0
- 1994 — над «Спартаком» (Алагір) — 7:0, вдома
- 1998 — над «Торпедо» (Армавір) — 7:0, вдома
- 2004 — «Слов'янськ» — СКА (Ростов-на-Дону) — 8:1, вдома

### Найбільші поразки
- 1996 — від «Салюта-ЮКОС» — 0:6, на виїзді
- 2002 — від «Динамо» (Ставрополь) — 0:6, вдома

## Відомі гравці
- Юрія Габіскірія
- Олексій Чистяков
- Василь Правило

## Відомі тренери
- Віталій Коберський (2004)
- Андрій Служитилєв (2004)